# ミイラ再生

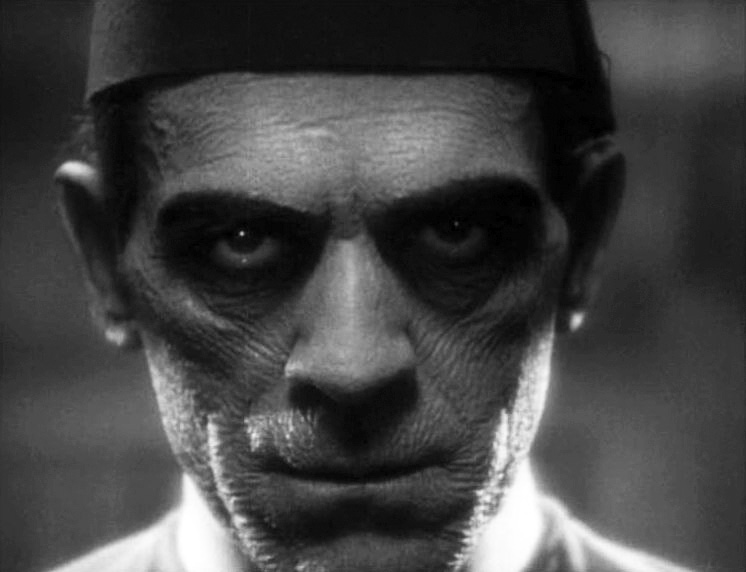
ボリス・カーロフ演じる「イムホテップ」

『ミイラ再生』（みいらさいせい、原題：The Mummy）は1932年、アメリカのユニバーサル映画製作の映画。ミイラ男をテーマとしたホラー映画の始祖であり、ザ マミーシリーズの初作に数えられる。ミイラ男・イムホテップをボリス・カーロフが演じる。監督はカール・フロイント。

## ストーリー
1921年のエジプト。大英博物館の遺跡調査団は古代の高僧イムホテップのミイラを発掘した。しかしミイラは息を吹き返し、いずこかに姿を消してしまった。
1932年のエジプト。なかなか成果を上げられない大英博物館の遺跡調査団のキャンプを、謎のエジプト人が訪れる。その男は自ら見つけたという発掘品を提供、それを元に調査を行うと、王女の墓が発見された。

## 概要
1931年に『魔人ドラキュラ』、『フランケンシュタイン』を連続ヒットさせたユニバーサル映画が、フランケンシュタインの怪物を演じて一躍怪奇スターとなったボリス・カーロフを主演に起用して製作したホラー映画である。前2作とは違って原作小説を持たないオリジナル作品である。1921年に世界的な話題を呼んだツタンカーメン王墓の発掘を題材としている。
『フランケンシュタイン』では厚いメイクで言葉をしゃべらない怪物役だったカーロフは、本作では現代に蘇った古代の高僧を風格豊かに演じて、怪奇の大スターの地位を更に不動のものとした。また、『魔人ドラキュラ』でヴァン・ヘルシングを演じたエドワード・ヴァン・スローンが、ヘルシングとほぼ同様のオカルトの権威ミュラー博士として登場し、イムホテップと対峙する。
本作は世界的にヒットしてミイラ物というホラーの分野を確立した。ユニバーサルは1940年の『ミイラの復活』を始めとして1940年代に4本の後継作品を製作した（後述）。これらは本作の続編ではなく、独立した作品である。更に第二次大戦後もリメイク作品やその関連作品が作られている。

## 備考

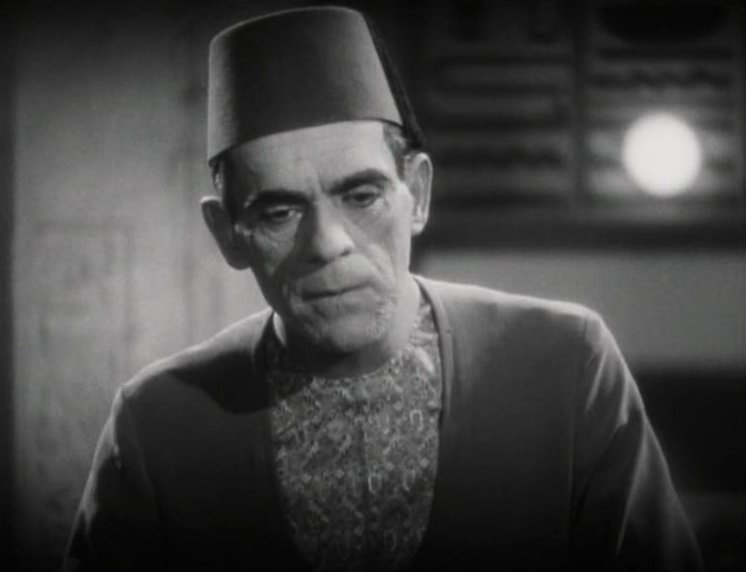
「イムホテップ」

- カーロフの役名をカリス（またはカーリス）としている資料が存在するが、これは1940年代に製作されたシリーズや、戦後のリメイクである『ミイラの幽霊』におけるミイラ男の名前で、本作ではイムホテップが正しい。
- イムホテップがミイラの状態で登場するのは冒頭の僅かなシーンのみで、誰も襲う事なく何処かに姿を消してしまい、次に登場する際は人間の姿に復活している。その為、包帯を纏ったグロテスクなミイラが徘徊し人を襲う、ミイラ映画の定番ともいえるシーンはこの映画にはない。そのようなシーンが描かれるのも上述の『ミイラの復活』以降。[3]

## キャスト
※括弧内は日本語吹替（初回放送1964年2月13日 NET『ショック！』）
- イムホテップ（英語版）：ボリス・カーロフ（大塚周夫）
- ヘレン：ジタ・ヨハン（小原乃梨子）
- フランク：デヴィッド・マナーズ（富田耕生）
- ジョセフ卿：アーサー・バイロン
- ミュラー博士：エドワード・ヴァン・スローン

## 後継作品
ユニバーサル映画が本作の後、製作したミイラ映画は以下の通り。
- ミイラの復活 (1940年)　ミイラ役：トム・タイラー
- ミイラの墓場 (1942年)　ミイラ役：ロン・チェイニー・ジュニア
- 執念のミイラ (1944年)　ミイラ役：ロン・チェイニー・ジュニア
- ミイラの呪い The Mummy's Curse (1944年)　ミイラ役：ロン・チェイニー・ジュニア
- 凸凹ミイラ男 Abbott and Costello Meet the Mummy (1955年)　ミイラ役：エディー・パーカー（アボット&コステロの凸凹コンビが主役の喜劇映画にミイラが客演した作品）

## リメイク作品
『ミイラの幽霊』（1959年）
イギリス映画。製作はハマー・フィルム・プロダクション。主演はピーター・カッシング、クリストファー・リー。
『ハムナプトラ/失われた砂漠の都』（1999年）
アメリカ映画。監督・脚本はスティーブン・ソマーズ。
『ザ・マミー/呪われた砂漠の王女』（2017年）
アメリカ映画。監督はアレックス・カーツマン。